# X Games Chiba 2024
La XXXVII edición de los X Games se celebró en Chiba (Japón) entre el 20 y el 22 de septiembre de 2024 bajo la organización de la empresa X Games Japan.

## Medallistas
| Evento               | Oro                             | Plata                        | Bronce                            |
| -------------------- | ------------------------------- | ---------------------------- | --------------------------------- |
| Parque               | Logan Martin Australia          | Rim Nakamura Japón           | Marcus Christopher Estados Unidos |
| Parque – Mejor truco | Daniel Sandoval Estados Unidos  | Jeremy Malott Estados Unidos | Marcus Christopher Estados Unidos |
| Calle                | Garrett Reynolds Estados Unidos | Devon Smillie Estados Unidos | Courage Adams · España            |